# FotoFlite
FotoFlite ist ein Unternehmen für kommerzielle Schiffsfotografie und verwaltet das weltweit größte Fotoarchiv für Luftaufnahmen von Schiffen.

## Geschichte
Die Wurzeln des Unternehmens gehen auf das Jahr 1947 zurück. Der Fotograf Ronnie Gott nutzte einen Auftrag, Luftaufnahmen eines Industriegebiets an der Themsemündung zu erstellen, für einige zusätzliche Aufnahmen vorüberfahrender Schiffe. Er sandte Proben dieser Aufnahmen an die Schiffseigner und Schiffsbesatzungen und konnte eine Reihe von Abzügen verkaufen. Daraufhin gründete Gott die Firma Skyfotos. Mit dem ersten Flugzeug, einer Auster Autocrat, begann Skyfotos regelmäßige Flüge entlang des Englischen Kanals. Später wurde die Flugzeugflotte auf drei Piper Seneca und der Arbeitsbereich auf Überflüge des Bereiches um Gibraltar erweitert. Das Unternehmen nahm für die nächsten drei Jahrzehnte nahezu eine Monopolstellung in diesem Segment der kommerziellen Schiffsfotografie ein.
Anfang der 1980er Jahre begann auch das Unternehmen Andrews Professional Colour Laboratories Luftaufnahmen von Schiffen unter dem Namen Fotoflite anzubieten. Im Januar 1990 übernahm Fotoflite den ehemaligen Mitbewerber Skyfotos, wobei ein gemeinsames Archiv von über 800.000 Aufnahmen entstand. Die beiden Unternehmensnamen wurden zunächst beide weiterbenutzt, wobei Fotoflite den kommerziellen Bereich abdeckte und Skyfotos sich an den Bereich der Sammler und Liebhaber wandte. Heute bietet das Unternehmen über eine halbe Million Schiffsaufnahmen und damit zusammenhängende Dienste an.